# Leptotarsus (Macromastix) mutabilis
Leptotarsus (Macromastix) mutabilis is een tweevleugelige uit de familie langpootmuggen (Tipulidae). De soort komt voor in het Australaziatisch gebied.